# Fussballclub Zürich
Il Fussballclub Zürich, noto in italiano come Zurigo, è una società calcistica svizzera con sede nella città di Zurigo. Milita nella Super League, la massima divisione del campionato svizzero.
Fondata il 1º agosto 1896, annovera nel suo palmarès 13 titoli di massima serie, 10 coppe nazionali e 1 Coppa di Lega. A livello internazionale vanta diverse partecipazioni alla Coppa UEFA/Europa League e alla Coppa dei Campioni (ove è approdata per ben due volte in semifinale, contro il Real Madrid nel 1963-1964 e contro il Liverpool nel 1976-1977, grazie anche alle 5 reti di Franco Cucinotta, che fu capocannoniere della competizione alla pari con Gerd Müller) e una partecipazione alla fase a gironi della Champions League, nell'annata 2009-2010.
Il club è rivale storico del Grasshoppers, squadra concittadina, e del Basilea.

## Storia

### 1896-1930
Nell'agosto 1896, su iniziativa di alcuni studenti e componenti del club Fussball-Club Excelsior, che esisteva dal 1893, nacque il Fussball-Club Turicum (dal nome latino di Zurigo). Alla fine del mese quasi tutto il parco giocatori delle giovanili dell'Excelsior si unì ai giocatori del Turicum per formare il Fussball-Club Zürich. Il primo calciatore e capitano della storia del club fu il cofondatore Hans Gamper, che divenne noto qualche anno più tardi per aver fondato il Futbol Club Barcelona. La data di fondazione, 1º agosto 1896, fu stabilita in seguito.
Nel 1898 l'FC Excelsior si fuse con l'FC Zürich, mantenendo i colori (bianco e rosso) e il nome di quest'ultimo club. Poco dopo alla squadra si unirono anche i membri del FC Viktoria. La squadra si impose subito come una delle migliori del panorama calcistico svizzero e vinse il primo titolo nazionale nel 1901-1902, successo bissato nel 1902-1903 e ripetuto nel 1910-1911 e nel 1923-1924.

### 1930-1960
Fino al 1930 la squadra era una polisportiva attiva, oltre che nel calcio, nel canottaggio, del pugilato, nell'atletica, nella pallamano. A causa di difficoltà finanziarie, le sezioni dei vari sport, come l'LC Zürich o la sezione di canottaggio, si separarono da quella calcistica. Nel 1930 Il Fussball-Club Zürich divenne dunque un club esclusivamente calcistico.
Nel 1934, 1946 e 1957 la squadra retrocesse nella seconda divisione nazionale, mentre nel 1941, 1947 e 1958 ottenne la promozione in massima serie.

### 1960-1980
Sotto la presidenza di Edwin Nägeli la squadra conobbe l'epoca d'oro della propria storia, grazie a calciatori quali Klaus Stürmer, Jakob Kuhn, Fritz Künzli, Ilija Katić e René Botteron. In un ventennio arrivarono sette titoli nazionali e cinque coppe nazionali. Quanto alle coppe europee, la squadra giunse in semifinale nella Coppa dei Campioni 1963-1964 (eliminata dal Real Madrid) e in semifinale nella Coppa dei Campioni 1976-1977 (eliminata dal Liverpool), competizione di cui l'italiano Franco Cucinotta, attaccante dello Zurigo, fu capocannoniere con 5 reti, alla pari con Gerd Müller.

### 1980-2005
Negli anni '80 il rendimento della squadra conobbe un calo che la condusse alla retrocessione in Lega Nazionale B a causa dell'ultimo posto ottenuto nella stagione 1987-1988 della Lega Nazionale A. Dopo aver mancato il ritorno in massima serie l'anno successivo (non bastarono il terzo posto nel gruppo est e il terzo posto nella poule promozione), lo Zurigo centrò la promozione in Lega Nazionale A nel 1989-1990 grazie al secondo posto nel gruppo est e al secondo posto nella poule promozione.
Dal 1980 al 2005 la squadra conobbe un periodo di insuccessi. Ottenne, infatti, solo due Coppe di Svizzera, vinte nel 1999-2000 e nel 2004-2005 (dopo la sconfitta nella finale di coppa del 1980-1981). Nel Coppa UEFA 1998-1999 si spinse sino agli ottavi di finale, dove fu eliminata dalla Roma.

### 2005-oggi

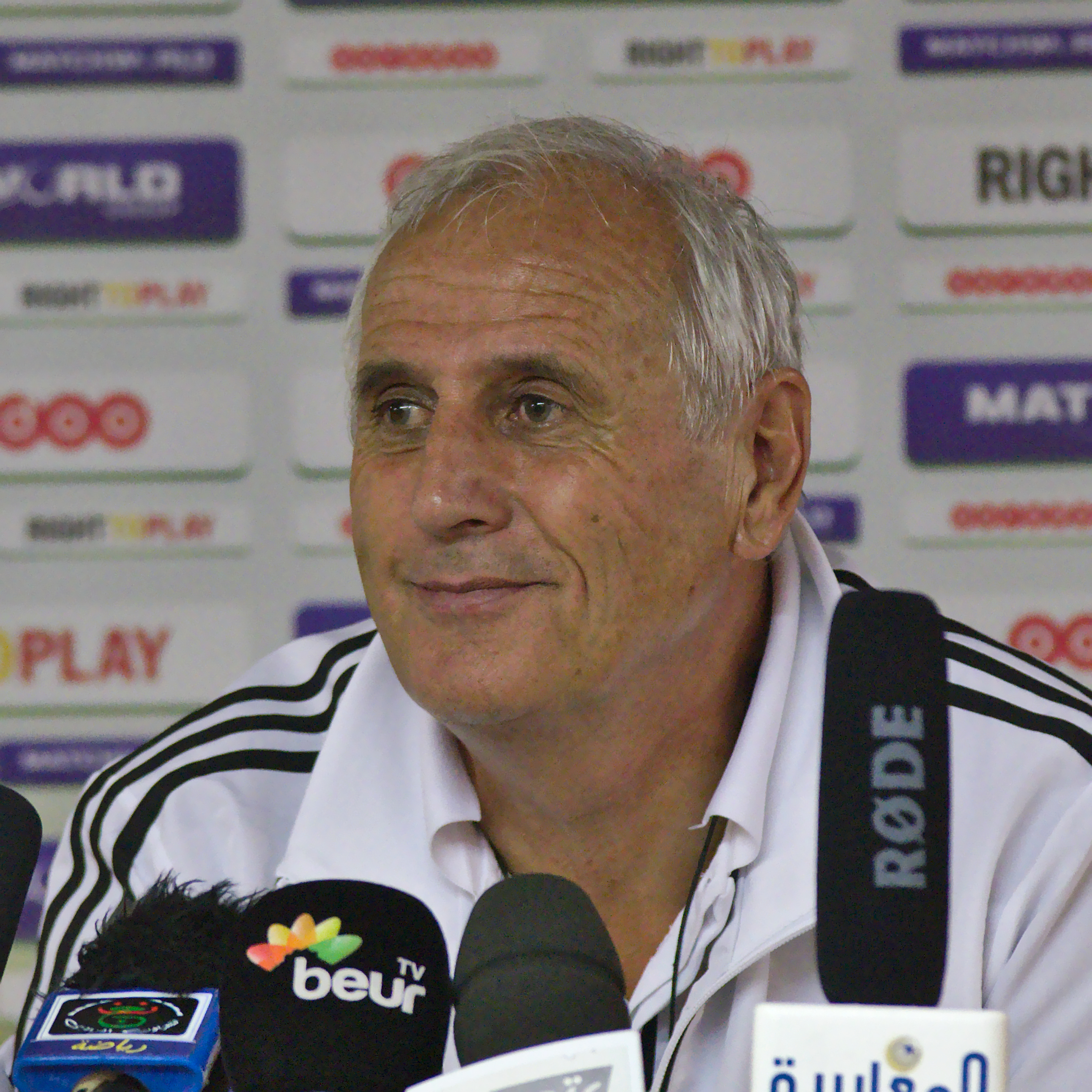
Bernard Challandes, allenatore dello Zurigo dall'estate 2007 all'aprile 2010

Dopo il successo in Coppa di Svizzera nel 2004-2005 (battuto in finale il Lucerna per 3-0) sotto la guida del nuovo allenatore Lucien Favre, la squadra tornò una delle protagoniste del calcio svizzero. Nel 2005-2006 vinse il suo decimo titolo nazionale, lo scudetto della stella e il primo dopo 25 anni, prevalendo sul Basilea grazie alla differenza reti (le due compagini chiusero con gli stessi punti in classifica) dopo averlo sconfitto per 2-1 al St. Jakob-Park all'ultima giornata (gol decisivo di Iulian Filipescu al 93º minuto di gioco). La squadra zurighese si ripeté nel 2006-2007, vincendo l'undicesimo titolo con un punto di vantaggio sul Basilea.
L'allenatore Lucien Favre lasciò il posto a Bernard Challandes. Nel 2007-2008 la squadra fu eliminata al terzo turno preliminare di UEFA Champions League dal Beşiktaş e retrocesse in Coppa UEFA, dove giunse fino ai sedicesimi di finale (eliminata dall'Amburgo). Nel 2008-2009 arrivò il dodicesimo titolo nazionale, che consentì al club di qualificarsi per la UEFA Champions League del 2009-2010.
Nella stagione 2009-2010 la squadra zurighese esordì così nella manifestazione nata nel 1992 dopo la scomparsa della vecchia Coppa dei Campioni. Sorteggiata in un girone con Real Madrid, Milan e Olympique Marsiglia, terminò la fase a gruppi all'ultimo posto, frutto di un'inaspettata vittoria a San Siro contro i rossoneri (1-0 il 1º ottobre 2009), un pareggio (1-1 in casa contro il Milan) e quattro sconfitte. A causa del cattivo rendimento in campionato, Challandes fu esonerato nell'aprile 2010 e sostituito da Urs Fischer, che esordì con tre sconfitte nelle prime tre partite. La squadra non andò oltre il settimo posto in campionato, mentre nel 2010-2011 giunse seconda, a un punto dal Basilea laureatosi campione.
Nell'estate del 2011 lo Zurigo non riuscì a qualificarsi per la fase a gironi della UEFA Champions League, a causa dell'eliminazione al quarto turno (quello di play-off) contro il Bayern Monaco. La stagione, chiusa al sesto posto, rimane memorabile per la più larga vittoria conseguita in un derby, quella per 6-0 contro il Grasshoppers il 7 agosto 2011 al Letzigrund. Nel 2011-2012 la compagine zurighese chiuse al quarto posto una tribolata stagione, segnata da vari cambi in panchina. Nell'aprile 2012 fu reso noto che al termine della stagione il tecnico Urs Fischer sarebbe stato sostituito dall'austriaco Rolf Fringer.
La gestione Fringer fu molto breve: il 26 novembre 2012 il tecnico austriaco fu esonerato, con lo Zurigo settimo in campionato. Al suo posto fu ingaggiato Urs Meier, il quale condusse la squadra al quarto posto in campionato nel 2012-2013 e al quinto nel 2013-2014, annata impreziosita dalla vittoria dell'ottava Coppa di Svizzera (2-0 in finale al Basilea, poi vincitore del campionato, dopo i tempi supplementari). Nel 2014-2015, malgrado un positivo inizio, la squadra concluse terza in graduatoria.
La stagione 2015-2016 non iniziò sotto i migliori auspici. Il 3 agosto 2015, dopo la sconfitta interna per 3-2 contro il Grasshoppers, Meier fu esonerato e sostituito dal finlandese Sami Hyypiä. La stagione dello Zurigo andò al di là di qualsiasi pessimistica aspettativa: la squadra stazionò nelle zone pericolose della classifica per vari mesi e il 12 maggio 2016 anche il tecnico finlandese fu esonerato per far spazio all'italo-svizzero Uli Forte. La squadra, ormai in caduta libera, retrocesse in seconda divisione dopo 25 anni di permanenza ininterrotta in massima serie. La sintesi della disastrosa annata è nei numeri delle ultime dieci giornate: una vittoria, tre pareggi e sette sconfitte, sei delle quali consecutive. Qualche giorno dopo la squadra scese in campo nella finale di Coppa di Svizzera contro il Lugano, che batté per 1-0, riuscendo così a mitigare in parte la delusione per la retrocessione e a ottenere la qualificazione alla UEFA Europa League 2016-2017.
Nel 2016-2017 lo Zurigo conseguì una pronta risalita in massima serie vincendo, alla trentatreesima giornata, il campionato di Challenge League, con tre giornate di anticipo rispetto alla fine della stagione. Nella Super League 2017-2018 raggiunse il quarto posto in classifica e trionfò in Coppa Svizzera 2017-2018, battendo in finale per 2-1 lo Young Boys. Nel 2021-2022 vinse il campionato dopo tredici anni di attesa, con quattro giornate d'anticipo. Al secondo turno preliminare di Champions vengono subito eliminati dagli azeri del Qarabag, e in Europa League stessa storia ai gironi.

## Colori e simboli

### La maglia

#### Maglie storiche

##### Casa
| 2011-2013 | 2013-2014 | 2014-2015 |

##### Trasferta
| 2011-2012 | 2012-2013 |

## Strutture

### Stadio
Il FC Zurigo gioca le partite casalinghe al Stadio Letzigrund, ricostruito completamente in solo due anni ed inaugurato nel 2007 in previsione degli Europei 2008, e ha ad oggi una capienza di 30 000 spettatori seduti. Le dimensioni sono 105 m per 68 m.

## Diffusione nella cultura di massa
Nei primi anni 1970 vi ha militato l'attore Urs Althaus, noto per aver interpretato il personaggio immaginario Aristoteles (calciatore brasiliano) nel film L'allenatore nel pallone (1984).

## Allenatori e presidenti
| Gli allenatori del Fussballclub Zürich - 1920 - 1922 Josef Winkler - 1922 - 1924 Studnicka - 1943 - 1946 Severino Minelli - 1946 - 1948 Willy Iseli - 1948 - 1953 Theodor Lohrmann - 1953 - 1955 Joksch Fridl - 1955 - 1957 Ossi Müller - 1957 - 1958 Fernando Molina e Max Barras - 1958 - 1959 Karl Rappan - 1959 - 1960 Max Barras - 1960 - 1962 Georg Wurzer - 1962 - 1966 Louis Maurer - 1966 - 1967 László Kubala (luglio - febbraio) - 1967 - 1967 René Brodmann (febbraio - luglio) - 1967 - 1969 Lev Mantula - 1969 - 1970 Georg Gawliczek (luglio - novembre) - 1970 - 1971 Juan Schwanner ((novembre - luglio) - 1971 - 1978 Friedhelm Konietzka - 1978 - 1980 Zlatko Čajkovski (luglio - marzo) - 1980 - 1980 Albert Sing e Rosario Martinelli (marzo - luglio) - 1980 - 1983 Daniel Jeandupeux (luglio - marzo) - 1983 - 1983 Heini Glättli (marzo - aprile) - 1983 - 1983 Max Merkel (aprile - maggio) - 1983 - 1983 Köbi Kuhn (maggio - luglio) - 1983 - 1983 Hans Kodric (luglio - novembre) - 1983 - 1984 Köbi Kuhn (novembre - luglio) - 1984 - 1986 Václav Ježek - 1986 - 1987 Hermann Stessl (luglio - settembre) - 1987 - 1988 Timo Konietzka (settembre - luglio) - 1988 - 1989 Hannes Bongartz - 1989 - 1989 Walter Iselin (luglio - ottobre) - 1989 - 1991 Herbert Neumann (ottobre - ottobre) - 1991 - 1994 Kurt Jara (ottobre - aprile) - 1994 - 1995 Bob Houghton (aprile - marzo) - 1995 - 2000 Raimondo Ponte (marzo - aprile) - 2000 - 2001 Gilbert Gress (aprile - luglio) - 2001 - 2003 Georges Bregy (luglio - marzo) - 2003 - 2003 Walter Grüter (marzo - luglio) - 2003 - 2007 Lucien Favre - 2007 - 2010 Bernard Challandes - 2010 - 2012 Urs Fischer (aprile - marzo) - 2012 Harald Gämperle (ad interim) (marzo - giugno) - 2012 - 2013 Rolf Fringer (luglio - novembre) poi Urs Meier (ad interim) (novembre - dicembre) - 2013 - 2015 Urs Meier (dicembre - agosto) - 2015 Massimo Rizzo (agosto) - 2015 - 2016 Sami Hyypiä (agosto - maggio) - 2016 - 2018 Uli Forte (maggio - febbraio) - 2018 - 2020 Ludovic Magnin (febbraio - ottobre) - 2020 - 2021 Massimo Rizzo (ottobre - giugno) - 2021 - 2022 André Breitenreiter - 2022 - 2023 Franco Foda (luglio - settembre) poi Genesio Colatrella (ad interim) (settembre - ottobre) poi Bo Henriksen (ottobre-in corso) | I presidenti del Fussballclub Zürich - 1957-1979: Edwin Nägeli - 1979-1984: Alfred Zweidler - 1984-1986: Hans Stanek - 1986-2006: Sven Hotz - 2006-oggi: Ancillo Canepa |

## Calciatori
- Jakob Kuhn - 25° Pallone d'oro 1965

## Palmarès

### Competizioni nazionali
- Campionato svizzero: 13

1901-1902, 1923-1924, 1962-1963, 1965-1966, 1967-1968, 1973-1974, 1974-1975, 1975-1976, 1980-1981, 2005-2006 
2006-2007, 2008-2009, 2021-2022
- Coppa Svizzera: 10

1965-1966, 1969-1970, 1971-1972, 1972-1973, 1975-1976, 1999-2000, 2004-2005, 2013-2014, 2015-2016, 2017-2018
- Coppa di Lega svizzera: 1

1980-1981
- Prima Lega: 1

1940-1941
- Lega Nazionale B: 2

1946-1947, 1957-1958
- Challenge League: 1

2016-2017

### Competizioni internazionali
- Coppa Intertoto: 4

1973, 1974, 1984, 1993
- Uhrencup: 1

1976

### Competizioni giovanili
- Blue Stars/FIFA Youth Cup: 6

1946, 1949, 2008, 2012, 2013, 2023

### Altri piazzamenti
- Campionato svizzero:

Secondo posto: 1902-1903, 1910-1911, 1951-1952, 1963-1964, 1966-1967, 1978-1979, 1993-1994, 2010-2011
Terzo posto: 1958-1959, 1960-1961, 1968-1969, 1969-1970, 1971-1972, 1976-1977, 1981-1982, 2007-2008, 2014-2015
- Coppa Svizzera:

Finalista: 1980-1981
Semifinalista: 1929-1930, 1941-1942, 1943-1944, 1952-1953, 1959-1960, 1982-1983, 1990-1991, 2003-2004, 2005-2006, 2006-2007, 2010-2011, 2012-2013, 2014-2015, 2018-2019
- Coppa di Lega svizzera:

Finalista: 1974-1975, 1975-1976
- Challenge League:

Terzo posto: 1939-1940 (Quarto girone)
- Och Cup:

Finalista: 1921
- Coppa dei Campioni:

Semifinalista: 1963-1964, 1976-1977
- Coppa delle Alpi:

Semifinalista: 1964, 1966

## Organico

### Rosa 2025-2026
Aggiornata al 17 agosto 2025.
| N. |                      | Ruolo | Calciatore        |
| -- | -------------------- | ----- | ----------------- |
| 2  | Svizzera (bandiera)  | D     | Lindrit Kamberi   |
| 3  | Curaçao (bandiera)   | D     | Livano Comenencia |
| 4  | Colombia (bandiera)  | D     | Jorge Segura      |
| 5  | Argentina (bandiera) | D     | Mariano Gómez     |
| 6  | Svizzera (bandiera)  | C     | Cheveyo Tsawa     |
| 7  | Svizzera (bandiera)  | C     | Bledian Krasniqi  |
| 9  | Colombia (bandiera)  | A     | Juan José Perea   |
| 10 | Svizzera (bandiera)  | C     | Steven Zuber      |
| 11 | Nigeria (bandiera)   | C     | Umeh Emmanuel     |
| 12 | Ucraina (bandiera)   | P     | Yevgen Morozov    |
| 15 | Colombia (bandiera)  | C     | Nelson Palacio    |
| 17 | Guadalupa (bandiera) | C     | Matthias Phaeton  |
| 18 | Guinea (bandiera)    | C     | Mohamed Bangoura  |
| 19 | Senegal (bandiera)   | A     | Philippe Keny     |
| 20 | Svizzera (bandiera)  | C     | Calixte Ligue     |

| N. |                        | Ruolo | Calciatore         |
| -- | ---------------------- | ----- | ------------------ |
| 21 | Francia (bandiera)     | C     | Lisandru Tramoni   |
| 22 | Irlanda (bandiera)     | A     | Armstrong Oko-Flex |
| 23 | Serbia (bandiera)      | D     | Milan Rodić        |
| 25 | Svizzera (bandiera)    | P     | Yanick Brecher     |
| 26 | Svizzera (bandiera)    | C     | Jahnoah Markelo    |
| 27 | Svizzera (bandiera)    | D     | Ilan Sauter        |
| 28 | Svizzera (bandiera)    | P     | Silas Huber        |
| 29 | Paesi Bassi (bandiera) | A     | Damienus Reverson  |
| 32 | Svizzera (bandiera)    | C     | Selmin Hodza       |
| 35 | Svizzera (bandiera)    | D     | David Vujevic      |
| 38 | Svizzera (bandiera)    | C     | Miguel Reichmuth   |
| 40 | Svizzera (bandiera)    | A     | Vincent Nvendo     |
| 43 | Svizzera (bandiera)    | D     | Neil Volken        |
| 44 | Serbia (bandiera)      | D     | Nemanja Tošić      |

### Staff tecnico
- Allenatore:  Mitchell van der Gaag
- Vice allenatore:  Johan Vonlanthen
- Vice allenatore:  Dennis Hediger
- Preparatore dei portieri:  Dean Santangelo
- Preparatore atletico:  Christian Kolodziej
- Riabilitazione infortunati:  Michael Sulzmann
- Medico sociale: Stefan Sannwald
- Fisioterapisti: Michael Schuhmacher, Salvatore Giangreco
- Massaggiatori: André Schmid
- Team manager: Süha Demokan